# Flexicrurum flexicrurum
Flexicrurum flexicrurum is een spinnensoort uit de familie Psilodercidae. De soort komt voor in China.